# Emily Kuroda
Emily Kuroda (30 oktober 1952) is een Amerikaanse actrice.
Ze is bekend om de rol als Mrs. Kim in de beroemde serie Gilmore Girls, maar hiervoor heeft ze al een lange carrière op het scherm en op het podium gehad. Kuroda is een veteraan van East West Players, de belangrijkste Aziatische-Amerikaanse toneelgroep van Los Angeles.

## Carrière
Kuroda speelde 7 jaar als Mrs. Kim in de populaire tienerserie Gilmore Girls.

## Persoonlijk leven
Emily kuroda woont in Fresco, California en is getrouwd met acteur Alberto Isaac. Ze studeerde drama aan de universiteit van California.

### Film
| Jaar | Titel                                                                                        | Rol                                | Opmerkingen |
| ---- | -------------------------------------------------------------------------------------------- | ---------------------------------- | ----------- |
| 1986 | American Geisha                                                                              | Kikusen                            |             |
| 1989 | Solo                                                                                         | Taki                               | Short       |
| 1989 | Worth Winning                                                                                | Cory Chu                           |             |
| 1989 | Dad                                                                                          | Vicki                              |             |
| 1990 | Why Me?                                                                                      | News Anchorwoman                   |             |
| 1991 | Late for Dinner                                                                              | Nurse Ruth                         |             |
| 1993 | Broken Words                                                                                 | Grandmother                        |             |
| 1998 | Yellow                                                                                       | Mrs. Lee                           |             |
| 1999 | The Suburbans                                                                                | Mrs. Lee Lee                       |             |
| 2001 | Stranger Inside                                                                              | Min                                |             |
| 2003 | Day of Independence                                                                          | Choir Member                       | Short       |
| 2004 | Stand Up for Justice                                                                         | Mrs. Matsuoka                      | Short       |
| 2005 | Pawns of the King                                                                            | Keiko                              | Short       |
| 2005 | Shopgirl                                                                                     | Japanese Woman                     | Short       |
| 2006 | My Prince, My Angel                                                                          | Shen's Mother                      | Short       |
| 2008 | The Sensei                                                                                   | Flora Nakano                       |             |
| 2009 | Hotel for Dogs                                                                               | Social Worker                      |             |
| 2009 | Aussie and Ted's Great Adventure                                                             | Mei Mei                            |             |
| 2009 | Love 10 to 1                                                                                 | Ma                                 |             |
| 2010 | The Man Who Invented the Words                                                               |                                    | Short       |
| 2010 | Peep World                                                                                   | Nail Salon Owner                   |             |
| 2010 | RED                                                                                          | Mrs. Chan                          |             |
| 2010 | A Super Duper Exotic Erotic Fetish Sexy Must See Story... A Tragedy of Oriental Proportions! |                                    | Short       |
| 2011 | Lost Rites                                                                                   | Jun-Li                             | Short       |
| 2012 | Family Restaurant                                                                            | Female Customer/Still Photographer | Short       |
| 2013 | Family Gathering                                                                             | Co-Producer                        | Short       |
| 2013 | Yellow Face                                                                                  | Gish Jen                           |             |
| 2013 | Uncle Bart                                                                                   | Mrs. Park                          | Short       |
| 2014 | Alec Mapa: Baby Daddy                                                                        | Special Thanks                     | Documentary |
| 2015 | Maybe Someday                                                                                | Mrs. Kibble                        |             |
| 2016 | Justice Angel                                                                                | Fang                               |             |
| 2017 | Take the 10                                                                                  | Patti                              |             |
| 2022 | Strange World                                                                                | Ro                                 | Stemrol     |

### Televisie
| Jaar      | Titel                                                   | Rol                              | Opmerkingen                                                |
| --------- | ------------------------------------------------------- | -------------------------------- | ---------------------------------------------------------- |
| 1982      | Remington Steele                                        | Akemi                            | Episode: "Your Steele the One for Me"                      |
| 1983      | Tales of the Gold Monkey                                | Geisha Girl                      | Episode: "Naka Jima Kill"                                  |
| 1985      | CBS Storybreak                                          | Voice                            | Episode: "Yeh-Shen: A Cinderella Story from China"         |
| 1987      | Gung Ho                                                 | Yukiko Saito                     | 2 afleveringen                                             |
| 1988      | Matlock                                                 | Receptionist                     | Episode: "The Investigation: Part 1"                       |
| 1988      | MacGyver                                                | Karen Matsuga                    | Episode: "The Spoilers"                                    |
| 1988-1989 | L.A. Law                                                | Ronnie Page                      | 6 afleveringen                                             |
| 1989      | The Preppie Murder                                      | Reporter                         | TV Movie                                                   |
| 1990      | Lifestories                                             | Room Nurse                       | Episode: "Don Chapin"                                      |
| 1990      | Midnight Patrol: Adventures in the Dream Zone           | Voice                            | 13 afleveringen                                            |
| 1990      | She Said No                                             | Regina                           | TV Movie                                                   |
| 1990      | Donor                                                   | ICU Nurse                        | TV Movie                                                   |
| 1991      | Columbo                                                 | Linda                            | Episode: "Caution: Murder Can Be Hazardous to Your Health" |
| 1990-1991 | Knots Landing                                           | Woman/Cleaning Lady/Banker       | 3 afleveringen                                             |
| 1991      | Life Goes On                                            | Dr. Kito                         | Episode: "Dr. Kito"                                        |
| 1991      | Dynasty: The Reunion                                    | Nurse Lin                        | TV Movie                                                   |
| 1991-1992 | Doogie Howser, M.D.                                     | Anesthesiologist/Janet Masuda    | 2 afleveringen                                             |
| 1992      | Sisters                                                 | Reporter/Nurse                   | 2 afleveringen                                             |
| 1992      | Ladykiller                                              | Jack's Secretary                 | TV Movie                                                   |
| 1992-1993 | The Jackie Thomas Show                                  | Waitress                         | 2 afleveringen                                             |
| 1993      | Shadowhunter                                            | ADR Loop Group                   | TV Movie                                                   |
| 1993      | About Love                                              | Jeannette Kim                    | TV Movie                                                   |
| 1993      | Melrose Place                                           | Nurse                            | Episode: "Carpe Diem"                                      |
| 1994      | A Perry Mason Mystery: The Case of the Lethal Lifestyle | Dr. Nancy Lee                    | TV Movie                                                   |
| 1995      | Awake to Danger                                         |                                  | TV Movie                                                   |
| 1995      | Never Say Never: The Deidre Hall Story                  | O.R. Nurse                       | TV Movie                                                   |
| 1996      | ER                                                      | Dottie, Hospital Day-Care Worker | Episode: "Take These Broken Wings"                         |
| 1996      | Party Girl                                              | Mikoto                           | Episode: "Pilot"                                           |
| 1997      | Heartless                                               | Dr. Alice Morisaki               | TV Movie                                                   |
| 1998      | Profiler                                                | Dr. Garson                       | Episode: "Bloodlust"                                       |
| 1998      | The Young and the Restless                              | Nurse Candice Katsumoto          | 6 afleveringen                                             |
| 1999      | Working                                                 | Executive Storyteller #3         | Episode: "Romeo and Julie"                                 |
| 1999      | Party of Five                                           | Nurse Wolfe                      | Episode: "Rings of Saturn"                                 |
| 1999      | L.A. Heat                                               | Mrs. Kwan                        | Episode: "F Is for Framed"                                 |
| 1999      | The Practice                                            | Miss Hines - Dental Hygienist    | Episode: "Free Dental"                                     |
| 1999      | Snoops                                                  | KDLA Reporter                    | Episode: "The Grinch"                                      |
| 2000      | Chicago Hope                                            | Dr. Bates                        | Episode: "Simon Sez"                                       |
| 2000      | Shasta McNasty                                          | Nurse                            | Episode: "The Sugar Pill"                                  |
| 2000      | Family Law                                              | Dr. Braun                        | Episode: "Affairs of the State"                            |
| 2001      | The King of Queens                                      | Lily                             | Episode: "Sight Gag"                                       |
| 2001      | Curb Your Enthusiasm                                    | Restaurant Employee              | Episode: "The Shrimp Incident"                             |
| 2001-2002 | The Agency                                              |                                  | 3 afleveringen                                             |
| 2003      | The Handler                                             | Dr. Kim Anderson                 | Episode: "Under Color of Law"                              |
| 2004      | Six Feet Under                                          | Dr. Key                          | Episode: "Grinding the Corn"                               |
| 2006      | Clark and Michael                                       | Driving Range Woman              |                                                            |
| 2000-2007 | Gilmore Girls                                           | Mrs. Kim/Performer               | 43 afleveringen                                            |
| 2007      | In Case of Emergency                                    | Mrs. Tuckman                     | Episode: "Forbidden Love"                                  |
| 2007      | State of Mind                                           | Doctor                           | Episode: "Passion Fishing"                                 |
| 2008-2009 | Under One Roof                                          | Su Ho                            | 13 afleveringen                                            |
| 2009      | Grey's Anatomy                                          | Kendall Sully                    | Episode: "Stand By Me"                                     |
| 2010      | Medium                                                  | Morgue Attendant                 | Episode: "Bring Your Daughter to Work Day"                 |
| 2010-2011 | Drop Dead Diva                                          | Mrs. Lee                         | 2 afleveringen                                             |
| 2012      | Dakota                                                  | Cleaning Woman                   | Episode: "Down $1,170"                                     |
| 2012      | BFFs                                                    | Jessica's Mother                 | 2 afleveringen                                             |
| 2012      | Slanted                                                 | Auntie Linda                     | Episode: "Paying Your Dues"                                |
| 2012      | Scruples                                                | Cecile                           | TV Movie                                                   |
| 2013      | Bloodline                                               | Gloria                           | TV Movie                                                   |
| 2014      | Sequestered                                             | Rufang                           | 12 afleveringen                                            |
| 2007-2014 | The Bold and the Beautiful                              | Dr. Kimborough/Archive Footage   | 6 afleveringen                                             |
| 2014-2015 | Just Us Guys                                            | Mrs. K                           | 5 afleveringen                                             |
| 2016      | Gilmore Girls: A Year in the Life                       | Mrs. Kim                         | TV Mini-Series; Episode: "Winter", "Spring"                |
| 2018      | The Resident                                            | Penny Oh                         | Episode: "The Germ"                                        |
| 2019      | The Good Doctor                                         | Sunny Lee                        | Episode: "Xin"                                             |
| 2022      | Baymax!                                                 | Kiko                             | Stem in 2 afleveringen                                     |

## Theatre
| Jaar | Titel                   | Rol | Opmerkingen                                          |
| ---- | ----------------------- | --- | ---------------------------------------------------- |
|      | Straight as a Line      |     |                                                      |
|      | Red                     |     | East West Players                                    |
|      | Winter People           |     | Boston Court                                         |
|      | Innocent When You Dream |     | Electric Lodge                                       |
|      | No-No Boy               |     | Miles Memorial Playhouse in Santa Monica, California |

## Prijzen en onderscheidingen
| Jaar | Prijs                                | Categorie                                       | Nominatie voor                                                            | Resultaat |
| ---- | ------------------------------------ | ----------------------------------------------- | ------------------------------------------------------------------------- | --------- |
|      | Drama-Logue Awards                   |                                                 | Ikebana, The Maids, Minimata, The Golden Gate, and Visitors from Nagasaki | Gewonnen  |
|      | City of Los Angeles Commendation     |                                                 | About Love                                                                | Gewonnen  |
|      | Back Stage West Garland Award        | Outstanding Performance                         | Straight As a Line                                                        | Gewonnen  |
| 1999 | Los Angeles Times                    | Top 10                                          | Straight as a Line                                                        | Gewonnen  |
| 2000 | Los Angeles Ovation Award            | Best Lead Actress in a Play                     | Straight As a Line                                                        | Nominated |
| 2001 | Los Angeles Times                    | Top 10                                          | Red                                                                       | Gewonnen  |
| 2004 | Entertainment Today Award            | Best Actress                                    | Winter People                                                             | Gewonnen  |
| 2006 | East West Players' Rae Creevey Award |                                                 |                                                                           | Gewonnen  |
| 2006 | Playwrights' Arena Award             | Outstanding Contribution to Los Angeles Theatre |                                                                           |           |